# Франке, Бернд
Бернд Франке (нем. Bernd Franke, род. 12 февраля 1948, Саар) — немецкий футболист, вратарь нескольких немецких клубов и сборной Германии по футболу.

## Карьера
Начал свою карьеру в рядах футбольного клуба Saar 05 Saarbrücken. Его менеджер, Отто Кнефлер, был fdтором приглашения игрока в ФК «Фортуна» Дюссельдорф. В 1971 году Кнефлер получает аналогичный пост в ФК «Айнтрахт» Брауншвейг, и переподписывает игрока вновь, на сей раз рассчитывая на него как на замену основному голкиперу команды Хорсту Вольтеру. Достаточно быстро Франке занимает место основого игрока, но не может спасти свой клуб от вылета в 1973 году. Отказавшись присоединиться к «Кайзерслаутерну» в 1973, он отвергает свой шанс играть в высшей лиге страны в год перед Чемпионатом мира 1974 года. В том же 74-м году он возвращается в высший дивизион страны в составе «Брауншвейга», будучи таким же надёжным вратарём, как и всегда, и его команда занимает третье место в итоговой таблице года в 1977 году.
Всего лишь за считанные дни до начала Чемпионата мира по футболу 1978 года Франке становится постоянной жертвой травм, и не может занять место среди игроков Сборной ФРГ на втором чемпионате мира.
Верный игрок и часть брауншвейгского «Айнтрахта», он оставался со своим клубом в сезоне 1980/81 ещё один год вне Бундеслиги, и, после возвращения, в моменты, свободные от травм, оставался бессменным вратарём клуба вплоть до сезона 1985 года. В тот год клуб снова вылетает из главного дивизиона. Франке принимает решение завершить карьеру для того, чтобы развиваться вне футбольного поля. Всего, в период с 1971 по 1985 годы, за профессиональные футбольные клубы Бундеслиги он выходил на поле в 345 матче.